# フレックスポート
フレックスポート（英: Flexport Inc.）は、アメリカ合衆国カリフォルニア州サンフランシスコに本社を置く物流フォワーダー。ImportGenius共同創業者のRyan Petersenによって設立された。

## 概要
国をまたぐ商品輸送はキャリア（船舶・航空・鉄道・トラック等）の手配から税関の手続きといった複雑なプロセスを経るため、世界には荷主から商品を預かり一連のプロセスを代行するフレイト・フォワーダー(貨物利用運送業者)と呼ばれる業者が万単位で存在している。
多くのフレイト・フォワーダーは紙や電子メールにより情報伝達を行い、古いシステムに基づいてスプレッドシートや進行表を管理しているが、Flexportはいち早くデジタル化に着手している。これにより運送事業者や通関事業者の受託条件を全てインデックス化し検索可能なデータベースを構築して荷主に無料提供していたり、倉庫業者や輸送キャリア間のコミュニケーションや荷物のトラッキングにも対応し、大まかな配達予定日ではなく正確な配送日を提供できることが特徴として挙げられる。
データベースを用いることで荷主は輸送ルートや料金などの条件によって最も効率よい最適な輸送サービスとのマッチングを容易に行うことができる。また、出荷データを用いて顧客に対しリスクを算出することで、顧客が輸出して代金回収までつなぎ資金を手にするための貿易金融も提供している。

## ImportGenius
創業者Ryan Petersenは17歳の高校生の頃から兄のDavid Petersenと友人のMichael Kankoが手がけていた中国から介護用浴槽「ワサウナ」を輸入するKPXという会社の手伝いをしていたが、カリフォルニア大学バークレー校を卒業した2002年にKPXへ入社。MBA取得のためコロンビア・ビジネス・スクール在学中の2007年7月にソフトウェアを用いた物流業界の近代化を思いつき3人でImportGeniusを設立し、税関に提出される手続き関連書類3億8,000万件を集めてインデックスを付けデータベースにして全ての貨物をリアルタイムで追跡できるサービスを提供した。立ち上げして間もない2008年5月にはImportGeniusがAppleの輸出入データベースを分析することでiPhone 3Gの出荷時期を的中させ話題となった。その後、Yコンビネータの支援を獲て兄と共同でBuildZoomやFlexportの設立に至った。

## 沿革
- 2013年3月 - Ryan Petersenにより設立。
- 2014年4月1日 - シリーズAラウンドでピーター・ティール主導により690万ドル調達。
- 2015年8月6日 - シリーズAラウンドでピーター・ティール主導により2,210万ドル調達[11]。
- 2016年9月26日 - シリーズBラウンドでピーター・ティール主導により6,500万ドル調達[12]。
- 2017年9月21日 - シリーズCラウンドでDST Global主導により1億1,000万ドル調達[5]。
- 2018年4月27日 - コーポレートラウンドでS.F. Express主導により1億ドル調達[13]。
- 2019年2月21日 - ベンチャーラウンドでSoftBank Investment Advisers主導により10億ドル調達[14]。